# Кобаяси, Кокэй
Кокэй Кобаяси (яп. 小林古径) 1883—1957 — японский художник, работавший в стиле нихонга в периоды Тайсё и Сёва. Родился в городе Такада, префектура Ниигата. Имя при рождении — Кобаяси Сигэру, псвевдоним Кокэй с иероглифом яп. 古 получил от Кадзиты Ханко. Вместе с такими видными художниками, как Сэйсон Маэда, Ясуда Юкихико, Имамура Сико, Кобаяси был представителем третьего поколения направления нихонга.

## Биография
Кокэй Кобаяси рано осиротел: его мать умерла в 1887 году, отец в 1892 — на год позже брата Кокэя. Таким образом, в возрасте тринадцати лет Кокэй остался с сестрой без попечительства родителей. В 1899 году, в возрасте шестнадцати лет, Кокэй отправился в Токио, чтобы стать художником, где он стал учеником Кадзиты Ханко. Кадзита был иллюстратором, работал в газетах и журналах. Образование получил в художественной школе Сидзё, которая в XVIII заимствовала некоторые черты европейской живописи, такие как свето-тень, перспектива.
Через несколько лет Кокэй Кобаяси стал фактическим главой частной школы искусств Кадзита. С 1907 года Кокэй становится членом художественной группы Кодзикай, которую основал Окакуро Какудзо — японский художник и критик, способствовавший возрождению стиля римпа, под влиянием которого творил Кокэй. После реорганизации в 1914 году Японской академии искусств, Кокэй стал ее членом и быстро занял видное место среди художников. На раннем этапе своего творчества Кокэй изображал традиционные японские сюжеты (иллюстрации для «Повести о старике Такэтори»), однако позже он перешел на создание натюрмортов и запечатление сцен повседневной жизни («Маки» (яп. 罌粟), «Ересь» (яп. 異端)).
В 1922 году Кокэй вместе с Маэдой Сэйсоном отправился в Европу изучать живопись в составе группы художников Японской Академии Искусств. В поездке Кокэй сделал копии работ китайского художника Гу Кайчжи для Британского музея. В 1923 он вернулся в домой и продолжил осваивать японский стиль.
В 1944 году Кокэй начал преподавать в Токийском университете искусств, но через год был вынужден перебраться в префектуру Яманаси из-за Второй мировой войны. После войны Кокэй Кобаяси вернулся в Токио, а в 1950 году был награждён Орденом Культуры.

## Стиль
Для раннего творчества Кокэя Кобаяси характерна создание лирического настроения картины, передача духа природы таким, каким художник видит его сам (например, в работах «Зал Амиды» (яп. 阿弥陀堂) (1915), «Ячмень» (яп. 麦) (1919)). В картине «Ячмень» Кобаяси представляет красоту атмосферы сезона сбора урожая, но никак не крестьянскую жизнь. В период Сёва Кокэй модифицировал свой стиль, подражая китайской живописи Сун и школе Корин в работах «Журавль и индюк» (яп. 鶴と七面鳥) (1928) и «Полдень» (яп. 白日) (1935).

## Творчество
«Волосы» 1931, музей «Эйсэй Бунко», Токио.
«Маки» 1921, Токийский национальный музей.
«Белая магнолия и мухоловка» 1935, художественный музей Ямагата.
«Киёхимэ» (серия из восьми работ) 1930, художественный музей Ямагата.

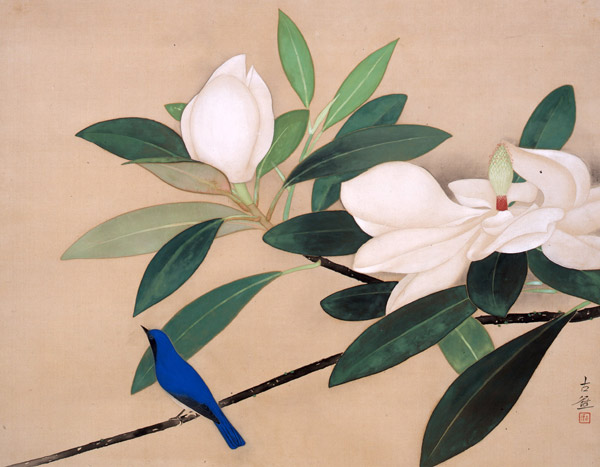
Белая магнолия и мухоловка (1935)
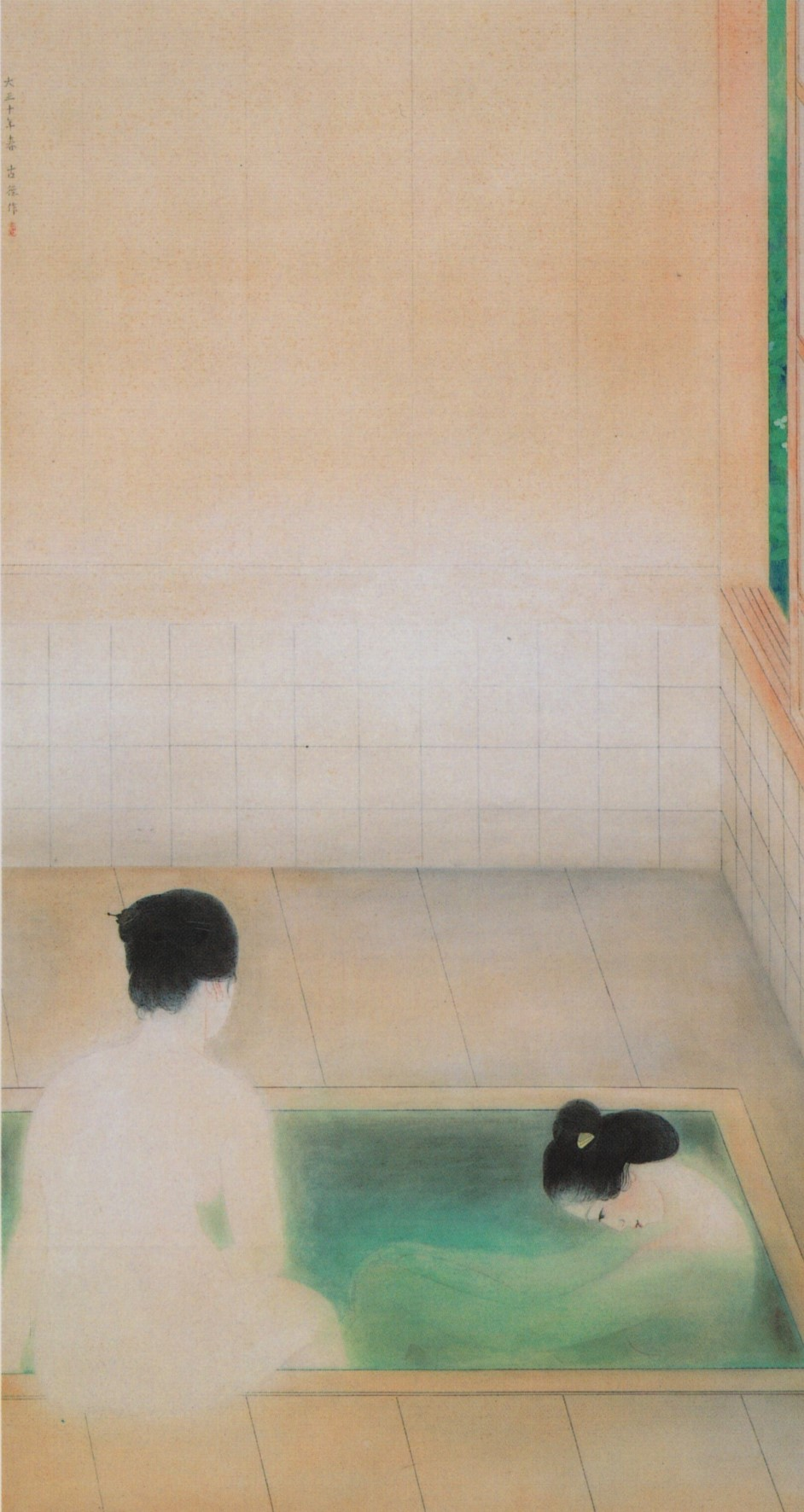
Ванна (1918)
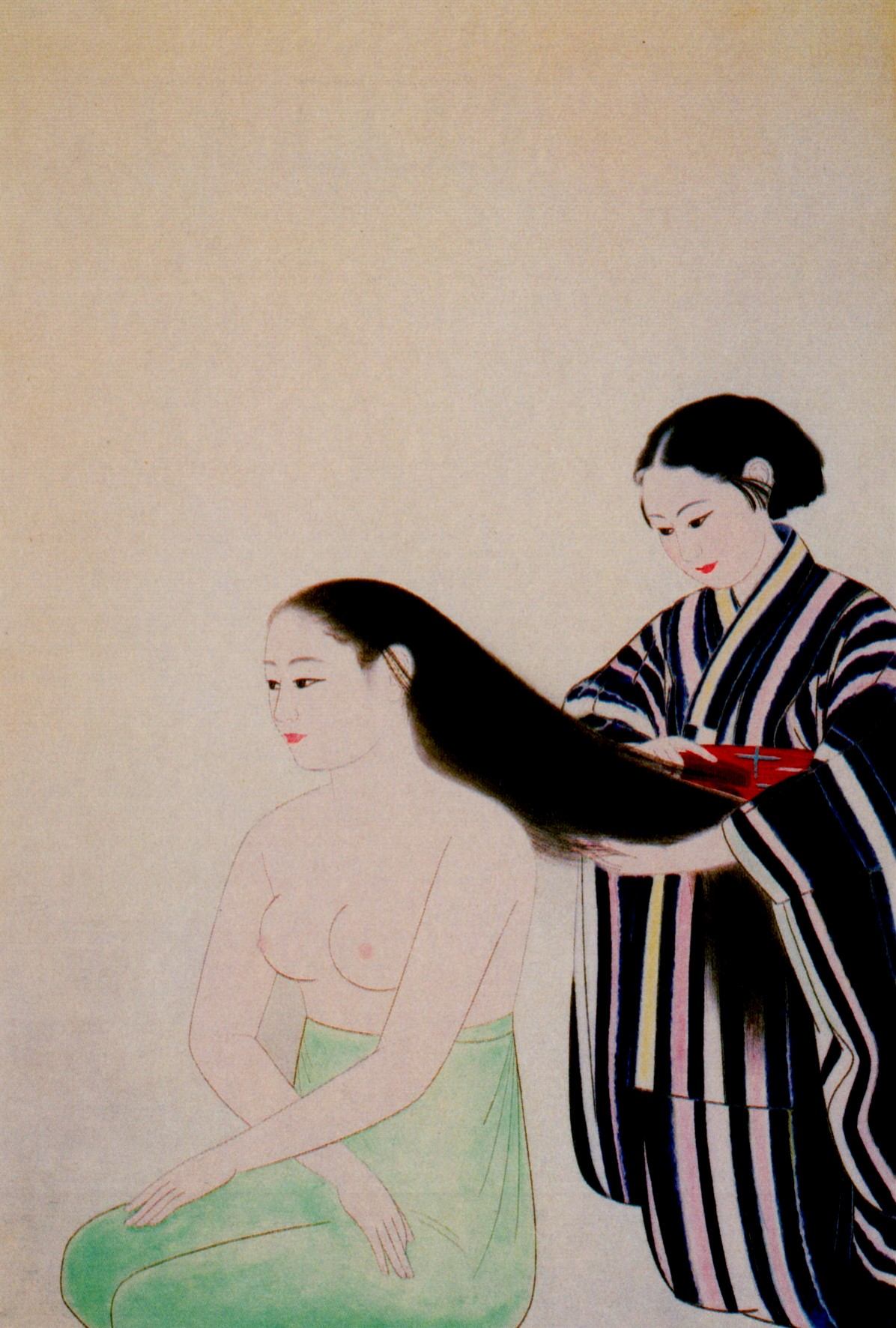
Волосы (1931)

## Память
В префектуре Ниигата находится Мемориальный художественный музей Кобаяси Кокэя, открытий в 2002 году. В музее находится около 1300 произведений, среди которых есть ранние работы, эскизы. Рядом с Мемориальный музеем располагается дом Кобаяси Кокэя, построенный в 1934 году. Дом был подвергнут демонтажу в 1993 году, но реконструирован в 1998 году архитектором Ёсидой Исоя. В 2005 году дом Кобаяси Кокэя был признан объектом культурного наследия.